# Leo Tilgner
Leo Tilgner (* 4. September 1892 in Gelsenkirchen-Schalke; † 17. März 1971 in Wetter) war ein deutscher Maler und Grafiker des Expressionismus.

## Leben und Wirken
Tilgner besuchte bis 1910 das Gymnasium in Dortmund, daran schloss sich ein zweijähriges Praktikum im  Stahlwerk Union in Dortmund an. Bis 1914 besuchte er die Höhere Maschinenbauschule in Dortmund und wurde danach Kriegsfreiwilliger in einer technischen Kompagnie (1914–1918); Beginn seiner künstlerischen Tätigkeit. Im Dortmunder Stahlwerk war er daraufhin als Maschinen-Ingenieur bis 1921 angestellt; in diesem Jahr erfolgte sein Umzug nach Wetter an der Ruhr, wo er beim Schöntaler Stahl- und Eisenwerk Peter Harkort & Sohn arbeitete. Hier wurde ihm 1931 wegen Rationalisierungsmaßnahmen gekündigt; danach arbeitete er als freischaffender Künstler, insbesondere an der Herstellung von Exlibris-Stempeln.
Seinen Lebensunterhalt verdiente er sich zeitweise auch als Lehrer für Mathematik. Als Künstler schuf er vor allem Holz- und Linolschnitte.
Befreundet war er mit Otto Dix, Ernst Barlach, Käthe Kollwitz, Georg Kolbe und Emil Nolde. Die Stadt Wetter benannte nach ihm eine Straße, den „Leo-Tilgner-Weg“. 1992, zu seinem 100. Geburtstag, widmete ihm die Stadt unter dem Titel „Das kritische Frühwerk“ eine Ausstellung mit gleichnamigem Katalog. Dieselbe Ausstellung ging auch nach Gelsenkirchen, seiner Geburtsstadt. Der Katalog enthält eine Lebensskizze Tilgners von Dietrich Thier.
Leo Tilgner starb am 17. März 1971 an den Folgen eines Schlaganfalls.

### Ausstellungen und Veröffentlichungen
Zusammenstellung in Gelsenkirchener Geschichten
- 1920: Ausstellung in der oberschlesischen Industriestadt Gleiwitz
- 1921: Ausstellung mit Waldemar Blank und Franz Bronstert in der katholischen Schule Wetter; die Ausstellung wurde mit dem Prädikat „Kunst des jungen Deutschlands“ bewertet.
- 1922: Beteiligung an der Ausstellung zum Jugendherbergs-Tag in Wetter; Tigners Arbeiten wurden dabei als Zeugnisse und Bekenntnisse der ‚neuen Kunst‘ bejubelt und sein Werk den Expressionisten zugeordnet.
- 1930: richtete Tilgner aus seiner eigenen Graphiksammlung in der Höheren Mädchenschule in Wetter eine Ausstellung aus. „In mehr als einer Hinsicht war die am Sonntag gezeigte Sammlung Tilgner von Interesse. Dass unter ihren 180 Blättern bekannte Namen vertreten waren wie Michel Fingesten, Geißler, Wildermann, Sepp Frank, Käthe Kollwitz und andere, mochte den Unterrichteten anreizen, der Ausstellung einen Besuch abzustatten – denn nicht leicht bekommt man als Wetterscher Pfahlbürger Originalarbeiten solcher Leute mühelos und kostenfrei zu sehen.“ (Wettersche Zeitung)
- 1932: erschien im Warendorfer Peter-Heine-Verlag Tilgners Buch Jans, röhr es.
- 1934: wurde Tilgner Mitglied der Reichskammer der bildenden Künste.

Diesem Schritt folgten
- „Ausstellungen im Westfälischen Landesmuseum Münster, im Folkwang Museum Essen, in den Museen in Hagen, Hamm, Recklinghausen, Schwelm und Witten.“
- 1937 erschien sein Buch Die kuriosen Quartiere des Michael Schnüffelke, in dem er Erlebnisse aus dem Ersten Weltkrieg erzählt.
- Vom 1. Januar 1939 bis Kriegsbeginn war er Ausstellungsleiter der Deutschen Arbeitsfront im Gau Westfalen-Süd für Kunstausstellungen in Werksbetrieben; ab August 1940 Führer einer technischen Kompanie; ab 1944 nebenberuflich Lehrer an der Oberschule in Wetter für Zeichnen und Mathematik. 1947–1955 leitete Tilgner die Volkshochschule Wetter.
- 2005: Ausstellung in Wetter Frauen im Werk von Leo Tilgner, sowie Taschenbuch zum selben Thema.